# Daniel Peter

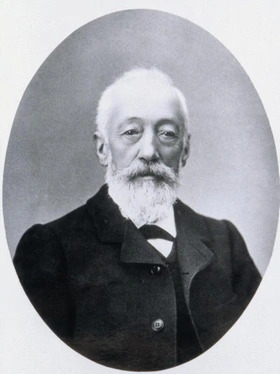
Daniel Peter

Daniel Peter (* 9. März 1836 in Moudon; † 4. November 1919 in Vevey) war ein Schweizer Chocolatier und Unternehmer. Er galt als der Erfinder der Milchschokolade.

## Leben
Der Sohn eines Metzgers absolvierte 1852 eine Lehre im Lebensmittelhandel und später in einer handwerklich betriebenen Kerzenfabrik in Vevey. Zusammen mit seinem Bruder kaufte und betrieb er einige Jahre später diese Fabrik, hatte aber durch die zunehmende Verdrängung der Kerzen durch Petroleumlampen nur wenig geschäftlichen Erfolg. 1863 heiratete er Fanny-Louise Cailler, die älteste Tochter des Schokoladenunternehmers François-Louis Cailler und kam so zur Schokolade. Seine Schlussfolgerung war: «Produkte der Nahrungsmittelindustrie haben zweifelsohne die grösste und sicherste Zukunft. Sie werden täglich verbraucht, und der Bedarf erneuert sich unaufhörlich, ohne wie bei anderen Industrieerzeugnissen den Launen der Mode unterworfen zu sein.»

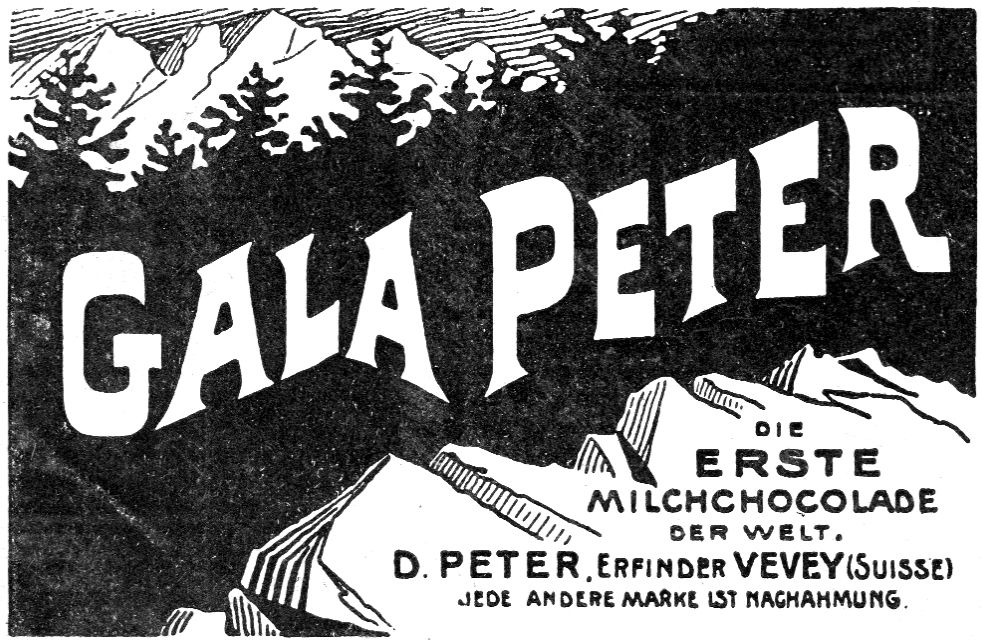
Werbung für Gala Peter aus dem Jahr 1905

1867 gründete er Peter-Cailler et Compagnie. Das Geschäft lief schlecht, und mit der Hilfe seines Freundes Henri Nestlé und dessen Milchpulver versuchte er, ein neues Produkt zu kreieren: die Verbindung von Milch und Schokolade. Nach jahrelanger Forschung gab er 1873 die Idee mit dem Milchpulver auf und versuchte es mit Kondensmilch. 1875 schliesslich hatte er eine aus Kakao, Zucker und Kondensmilch bestehende Schokolade entwickelt, die beim Publikum zu einem Grosserfolg wurde: Dies gilt in vielen Veröffentlichungen noch immer als das Erfindungsdatum der Milchschokolade, obwohl die erste Milchschokolade nachweisbar bereits 1839 von Jordan & Timaeus in Dresden hergestellt wurde. 1887 wurde eine verfeinerte Milchschokolade unter dem Markennamen Gala Peter lanciert.
1901 baute Peter die heute noch bestehende Fabrik in Orbe. 1904 fusionierte Peter-Cailler et Compagnie mit Kohler, 1911 taten sich die beiden mit Cailler zusammen, um auf den internationalen Märkten bestehen zu können. Die Verbindung von Kohlers Haselnuss- mit Peters Milchschokolade verkaufte sich bei den Armeen der am Ersten Weltkrieg beteiligten Kriegsparteien ausgezeichnet, die restlichen Exportmärkte brachen jedoch zusammen.
Daniel Peter und Fanny Cailler (1838–1918) hatten zusammen 5 Kinder: Louise, François, Rose, Jeanne und Elisa.